# 宝船

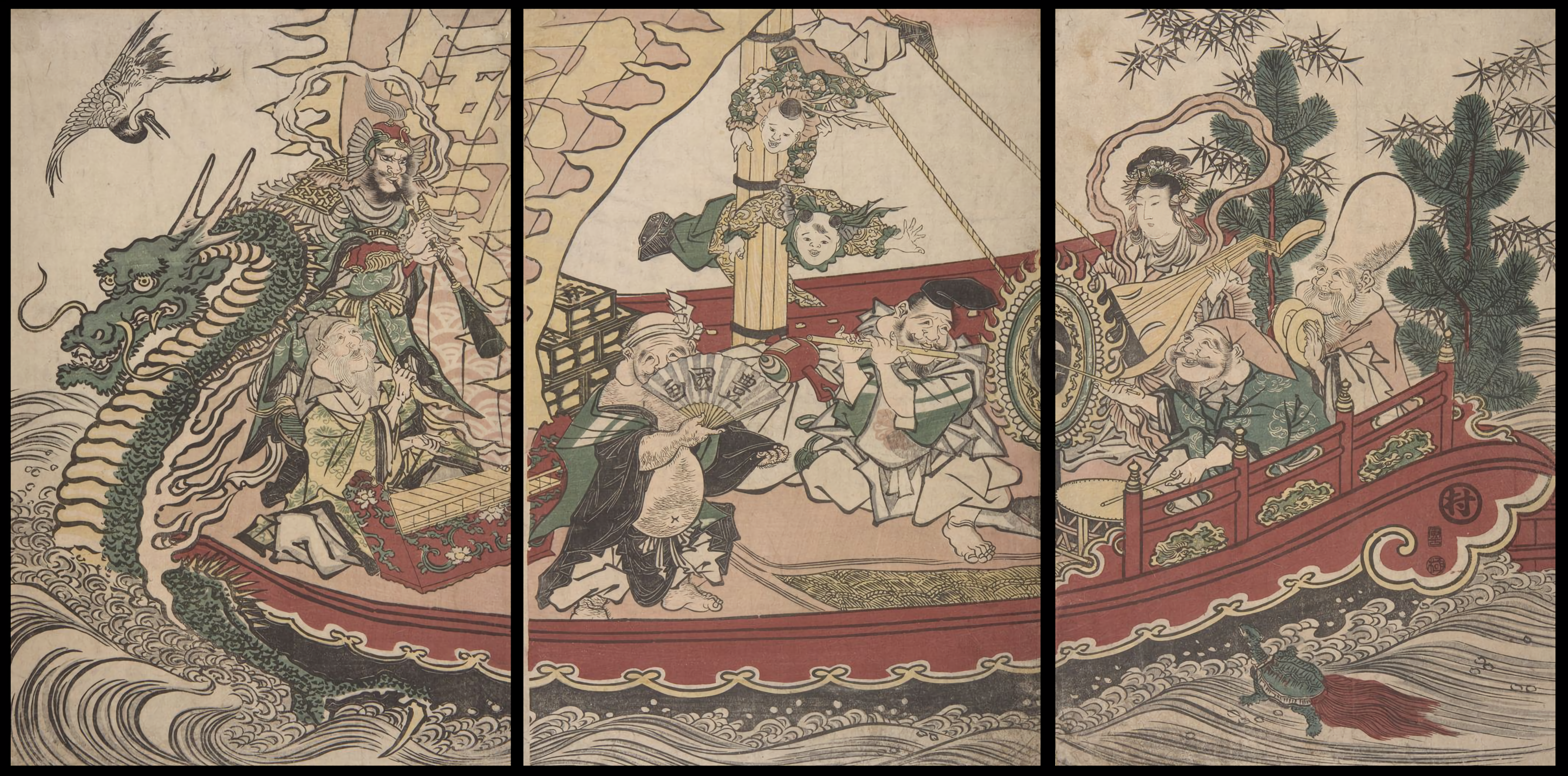
七福神と宝船、歌川豊国（1806年）

宝船（たからぶね / ほうせん）とは、七福神や八仙が乗る宝物を積み込んだ帆船、または、その様子を描いた図のこと。新年をあらわす季語でもある。全国の卸売市場では縁起物として取り扱われることもある。
宝船には珊瑚・金銀・宝石など、様々な宝物が積み込まれているという。そのため宝船はおめでたい船とされ、この船に七福神が乗っている様子をかたどった置物などが縁起物として親しまれている。また、帆には「寳（宝）」・「福」・「壽（寿）」などといった縁起の良い一文字が書かれている。
また、宝船が描かれた図には
（永き世の 遠の眠りの みな目ざめ 波乗り船の 音のよきかな）
という回文歌などが書かれることがあり、正月の2日にその絵を枕の下に入れて寝ると良い初夢を見ることができると言われている。
「宝船図」の研究は、吉海直人・雨野弥生「「宝船図」の影印と解題」（「同志社女子大学日本語日本文学」十四、二〇〇二年）、同「五條天神蔵『寶船と五條天神宮』の翻刻と解題」（「同志社女子大学日本語日本文学」十八、二〇〇六年）の研究にまとめられている。その他、寺前公基「「蘭亭曲水図屏風」裏面に貼り込まれた「宝船図」について」（「観峰館紀要」第12号、2017年）もあわせて参照。

## 起源
宝船のようになったのは後世の事で、元はもっと素朴なもので悪夢を乗せて流すという「夢違え」または「夢祓え」の船が原形だという（穢れを水に流すという大祓の発想に基づく）。
室町時代には、節分の夜か除夜の際に船の絵が人々に分け与えられ、人々はそれを床の下に敷いて寝た後、翌朝集めて流したり埋めたりしていた事から、流す物あるいは祓う物として考えられていたことが窺える。

## 鄭和の大明宝船

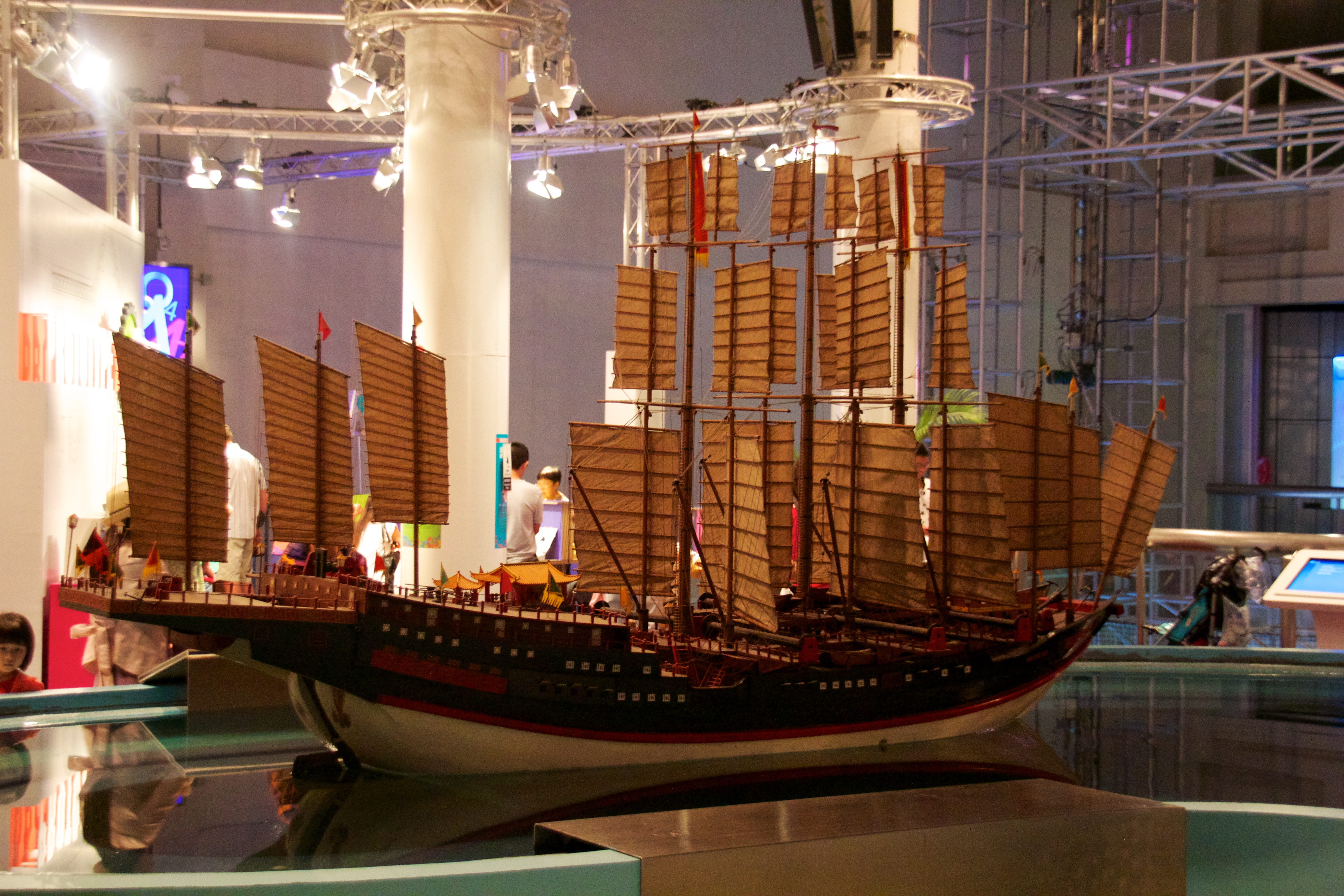
鄭和の宝船の模型

中国の明代には、鄭和が東南アジアからアフリカ東海岸への大航海を行った。船団の中心となったのは鄭和の大明宝船（だいみょうほうせん）と呼ばれる巨大木造船で、『明史』によれば長さ44丈（約137 m）、小さく見積もっても長さは約61.2 mという巨艦だったとされる。積載品はまさに宝船といってよい内容で、出航の際は寄港地への贈答品として宝石や陶磁器などが積まれ、帰航の際はキリンやライオンといった当時の中国人が知らない珍獣などの貢物が積まれた。
2006年9月に南京では全長63.25 mの鄭和の宝船が復元された。